# Fase final da Copa Sul-Americana de 2023
A fase final da Copa Sul-Americana de 2023 foi disputada entre 11 de julho e 28 de outubro, compreendendo as disputas dos play-offs, oitavas de final, quartas de final, semifinal e final.

## Critérios de desempate
As equipes se enfrentaram em jogos eliminatórios de ida e volta, classificando-se a que somasse o maior número de pontos. Persistindo o empate, a vaga seria definida em disputa por pênaltis.
Na final, caso ocorresse igualdade no saldo de gols seria disputada uma prorrogação de 30 minutos. Se ainda assim não houvesse definição, haveria disputa por pênaltis.

## Esquema
As equipes que estão na parte superior do confronto possuem o mando de campo no primeiro jogo e em negrito as equipes classificadas.
|  | Oitavas de final      | Oitavas de final   | Oitavas de final | Oitavas de final |       |                   | Quartas de final  | Quartas de final  | Quartas de final  | Quartas de final  |  |             | Semifinais                    | Semifinais                    | Semifinais                    | Semifinais                    |           |       | Final         | Final         |
|  | 1 a 10 de agosto      | 1 a 10 de agosto   | 1 a 10 de agosto | 1 a 10 de agosto |       |                   | 22 a 31 de agosto | 22 a 31 de agosto | 22 a 31 de agosto | 22 a 31 de agosto |  |             | 26 de setembro a 4 de outubro | 26 de setembro a 4 de outubro | 26 de setembro a 4 de outubro | 26 de setembro a 4 de outubro |           |       | 28 de outubro | 28 de outubro |
|  |                       |                    |                  |                  |       |                   |                   |                   |                   |                   |  |             |                               |                               |                               |                               |           |       |               |               |
|  | Corinthians           | 2                  | 0                | 2                |       |                   |                   |                   |                   |                   |  |             |                               |                               |                               |                               |           |       |               |               |
|  | Newell's Old Boys     | 1                  | 0                | 1                |       |                   |                   |                   |                   |                   |  |             |                               |                               |                               |                               |           |       |               |               |
|  | Newell's Old Boys     | 1                  | 0                | 1                |       | Corinthians (pen) | 1                 | 0                 | 1 (3)             |                   |  |             |                               |                               |                               |                               |           |       |               |               |
|  |                       |                    |                  |                  |       | Corinthians (pen) | 1                 | 0                 | 1 (3)             |                   |  |             |                               |                               |                               |                               |           |       |               |               |
|  |                       | Estudiantes        | 0                | 1                | 1 (2) |                   |                   |                   |                   |                   |  |             |                               |                               |                               |                               |           |       |               |               |
|  | Estudiantes           | Estudiantes        | 0                | 1                | 1 (2) | 3                 | 2                 | 5                 |                   |                   |  |             |                               |                               |                               |                               |           |       |               |               |
|  | Estudiantes           |                    |                  |                  |       | 3                 | 2                 | 5                 |                   |                   |  |             |                               |                               |                               |                               |           |       |               |               |
|  | Goiás                 | 0                  | 0                | 0                |       |                   |                   |                   |                   |                   |  |             |                               |                               |                               |                               |           |       |               |               |
|  | Goiás                 | 0                  | 0                | 0                |       |                   |                   |                   |                   |                   |  | Corinthians | 1                             | 0                             | 1                             |                               |           |       |               |               |
|  |                       |                    |                  |                  |       |                   |                   |                   |                   |                   |  | Corinthians | 1                             | 0                             | 1                             |                               |           |       |               |               |
|  |                       | Fortaleza          | 1                | 2                | 3     |                   |                   |                   |                   |                   |  |             |                               |                               |                               |                               |           |       |               |               |
|  | América Mineiro (pen) | Fortaleza          | 1                | 2                | 3     | 1                 | 3                 | 4 (4)             |                   |                   |  |             |                               |                               |                               |                               |           |       |               |               |
|  | América Mineiro (pen) |                    |                  |                  |       | 1                 | 3                 | 4 (4)             |                   |                   |  |             |                               |                               |                               |                               |           |       |               |               |
|  | Red Bull Bragantino   | 1                  | 3                | 4 (3)            |       |                   |                   |                   |                   |                   |  |             |                               |                               |                               |                               |           |       |               |               |
|  | Red Bull Bragantino   | 1                  | 3                | 4 (3)            |       | América Mineiro   | 1                 | 1                 | 2                 |                   |  |             |                               |                               |                               |                               |           |       |               |               |
|  |                       |                    |                  |                  |       | América Mineiro   | 1                 | 1                 | 2                 |                   |  |             |                               |                               |                               |                               |           |       |               |               |
|  |                       | Fortaleza          | 3                | 2                | 5     |                   |                   |                   |                   |                   |  |             |                               |                               |                               |                               |           |       |               |               |
|  | Libertad              | Fortaleza          | 3                | 2                | 5     | 0                 | 1                 | 1                 |                   |                   |  |             |                               |                               |                               |                               |           |       |               |               |
|  | Libertad              |                    |                  |                  |       | 0                 | 1                 | 1                 |                   |                   |  |             |                               |                               |                               |                               |           |       |               |               |
|  | Fortaleza             | 1                  | 1                | 2                |       |                   |                   |                   |                   |                   |  |             |                               |                               |                               |                               |           |       |               |               |
|  | Fortaleza             | 1                  | 1                | 2                |       |                   |                   |                   |                   |                   |  |             |                               |                               |                               |                               | Fortaleza | 1 (3) |               |               |
|  |                       |                    |                  |                  |       |                   |                   |                   |                   |                   |  |             |                               |                               |                               |                               |           | 1 (3) |               |               |
|  |                       | LDU Quito (pen)    | 1 (4)            |                  |       |                   |                   |                   |                   |                   |  |             |                               |                               |                               |                               |           |       |               |               |
|  | Ñublense              | LDU Quito (pen)    | 1 (4)            | 0                | 3     | 3 (3)             |                   |                   |                   |                   |  |             |                               |                               |                               |                               |           |       |               |               |
|  | Ñublense              |                    |                  | 0                | 3     | 3 (3)             |                   |                   |                   |                   |  |             |                               |                               |                               |                               |           |       |               |               |
|  | LDU Quito (pen)       | 1                  | 2                | 3 (4)            |       |                   |                   |                   |                   |                   |  |             |                               |                               |                               |                               |           |       |               |               |
|  | LDU Quito (pen)       | 1                  | 2                | 3 (4)            |       | LDU Quito (pen)   | 2                 | 0                 | 2 (5)             |                   |  |             |                               |                               |                               |                               |           |       |               |               |
|  |                       |                    |                  |                  |       | LDU Quito (pen)   | 2                 | 0                 | 2 (5)             |                   |  |             |                               |                               |                               |                               |           |       |               |               |
|  |                       | São Paulo          | 1                | 1                | 2 (4) |                   |                   |                   |                   |                   |  |             |                               |                               |                               |                               |           |       |               |               |
|  | San Lorenzo           | São Paulo          | 1                | 1                | 2 (4) | 1                 | 0                 | 1                 |                   |                   |  |             |                               |                               |                               |                               |           |       |               |               |
|  | San Lorenzo           |                    |                  |                  |       | 1                 | 0                 | 1                 |                   |                   |  |             |                               |                               |                               |                               |           |       |               |               |
|  | São Paulo             | 0                  | 2                | 2                |       |                   |                   |                   |                   |                   |  |             |                               |                               |                               |                               |           |       |               |               |
|  | São Paulo             | 0                  | 2                | 2                |       |                   |                   |                   |                   |                   |  | LDU Quito   | 3                             | 0                             | 3                             |                               |           |       |               |               |
|  |                       |                    |                  |                  |       |                   |                   |                   |                   |                   |  | LDU Quito   | 3                             | 0                             | 3                             |                               |           |       |               |               |
|  |                       | Defensa y Justicia | 0                | 0                | 0     |                   |                   |                   |                   |                   |  |             |                               |                               |                               |                               |           |       |               |               |
|  | Botafogo              | Defensa y Justicia | 0                | 0                | 0     | 2                 | 0                 | 2                 |                   |                   |  |             |                               |                               |                               |                               |           |       |               |               |
|  | Botafogo              |                    |                  |                  |       | 2                 | 0                 | 2                 |                   |                   |  |             |                               |                               |                               |                               |           |       |               |               |
|  | Guaraní               | 1                  | 0                | 1                |       |                   |                   |                   |                   |                   |  |             |                               |                               |                               |                               |           |       |               |               |
|  | Guaraní               | 1                  | 0                | 1                |       | Botafogo          | 1                 | 1                 | 2                 |                   |  |             |                               |                               |                               |                               |           |       |               |               |
|  |                       |                    |                  |                  |       | Botafogo          | 1                 | 1                 | 2                 |                   |  |             |                               |                               |                               |                               |           |       |               |               |
|  |                       | Defensa y Justicia | 1                | 2                | 3     |                   |                   |                   |                   |                   |  |             |                               |                               |                               |                               |           |       |               |               |
|  | Emelec                | Defensa y Justicia | 1                | 2                | 3     | 1                 | 0                 | 1                 |                   |                   |  |             |                               |                               |                               |                               |           |       |               |               |
|  | Emelec                |                    |                  |                  |       | 1                 | 0                 | 1                 |                   |                   |  |             |                               |                               |                               |                               |           |       |               |               |
|  | Defensa y Justicia    | 2                  | 1                | 3                |       |                   |                   |                   |                   |                   |  |             |                               |                               |                               |                               |           |       |               |               |

## Play-offs
Equipes na coluna esquerda possuem mando de campo no primeiro jogo e em negrito as equipes classificadas.
| Chave | Equipe 1               | Total | Equipe 2        | Ida | Volta |
| ----- | ---------------------- | ----- | --------------- | --- | ----- |
| A     | Barcelona de Guayaquil | 2–5   | Estudiantes     | 2–1 | 0–4   |
| B     | Ñublense               | 1–0   | Audax Italiano  | 0–0 | 1–0   |
| C     | Patronato              | 1–3   | Botafogo        | 0–2 | 1–1   |
| D     | Colo-Colo              | 3–6   | América Mineiro | 2–1 | 1–5   |
| E     | Libertad               | 3–1   | Tigre           | 2–1 | 1–0   |
| F     | Corinthians            | 3–1   | Universitario   | 1–0 | 2–1   |
| G     | Sporting Cristal       | 0–1   | Emelec          | 0–1 | 0–0   |
| H     | Independiente Medellín | 0–3   | San Lorenzo     | 0–1 | 0–2   |

### Chave A
| 11 de julho   | Barcelona de Guayaquil    | 2 – 1     | Estudiantes | Estádio Monumental, Guaiaquil              |
| 19:00 (UTC−5) | Martínez 29' · Corozo 78' | Relatório | Godoy 45'   | Público: 4 931 Árbitro: URU Gustavo Tejera |

| 18 de julho   | Estudiantes                                    | 4 – 0     | Barcelona de Guayaquil | Estádio Jorge Luis Hirschi, La Plata        |
| 21:00 (UTC−3) | Méndez 6', 19' · Rollheiser 38' · Carrillo 48' | Relatório |                        | Público: 17 289 Árbitro: BRA Wilton Sampaio |

Estudiantes venceu por 5–2 no placar agregado.

### Chave B
| 13 de julho   | Ñublense | 0 – 0     | Audax Italiano | Estádio Municipal, Concepción |
| 18:00 (UTC−4) |          | Relatório |                | Árbitro: BRA Flávio de Souza  |

| 21 de julho   | Audax Italiano | 0 – 1     | Ñublense   | Estádio El Teniente, Rancagua |
| 18:00 (UTC−4) |                | Relatório | Oyarzo 50' | Árbitro: ARG Facundo Tello    |

Ñublense venceu por 1–0 no placar agregado.

### Chave C
| 12 de julho   | Patronato | 0 – 2     | Botafogo                           | Estádio Presbítero Bartolomé Grella, Paraná |
| 19:00 (UTC−3) |           | Relatório | Carlos Alberto 52' · Janderson 65' | Público: 3 759 Árbitro: BOL Gery Vargas     |

| 19 de julho   | Botafogo         | 1 – 1     | Patronato | Estádio Nilton Santos, Rio de Janeiro |
| 19:00 (UTC−3) | Luis Henrique 3' | Relatório | Arce 67'  | Árbitro: PER Kevin Ortega             |

Botafogo venceu por 3–1 no placar agregado.

### Chave D
| 11 de julho   | Colo-Colo    | 2 – 1     | América Mineiro | Estádio Monumental, Santiago                    |
| 18:00 (UTC−4) | Gil 46', 63' | Relatório | Alê 90+3'       | Público: 29 700 Árbitro: ARG Fernando Rapallini |

| 18 de julho   | América Mineiro                                                  | 5 – 1     | Colo-Colo    | Estádio Independência, Belo Horizonte |
| 19:00 (UTC−3) | Matheusinho 6', 25' · Mastriani 21', 85' · Saldivia 90+4' (g.c.) | Relatório | Thompson 62' | Árbitro: ARG Darío Herrera            |

América Mineiro venceu por 6–3 no placar agregado.

### Chave E
| 13 de julho   | Libertad                    | 2 – 1     | Tigre     | Estádio Defensores del Chaco, Assunção |
| 20:00 (UTC−4) | Melgarejo 51' · Cardozo 88' | Relatório | Armoa 35' | Árbitro: CHI Cristian Garay            |

| 20 de julho   | Tigre | 0 – 1     | Libertad    | Estádio José Dellagiovanna, Victoria |
| 21:00 (UTC−3) |       | Relatório | Barboza 24' | Árbitro: COL Andrés Rojas            |

Libertad venceu por 3–1 no placar agregado.

### Chave F
| 11 de julho   | Corinthians        | 1 – 0     | Universitario | Neo Química Arena, São Paulo                  |
| 21:30 (UTC−3) | Felipe Augusto 79' | Relatório |               | Público: 36 686 Árbitro: VEN Jesús Valenzuela |

| 18 de julho   | Universitario     | 1 – 2     | Corinthians             | Estádio Monumental, Lima                   |
| 19:30 (UTC−5) | Flores 77' (pen.) | Relatório | Maycon 70' · Ryan 90+2' | Público: 46 811 Árbitro: COL Wilmar Roldán |

Corinthians venceu por 3–1 no placar agregado.

### Chave G
| 12 de julho   | Sporting Cristal | 0 – 1     | Emelec       | Estádio Nacional, Lima     |
| 19:00 (UTC−5) |                  | Relatório | Cevallos 52' | Árbitro: BRA Raphael Claus |

| 19 de julho   | Emelec | 0 – 0     | Sporting Cristal | Estádio George Capwell, Guaiaquil       |
| 19:00 (UTC−5) |        | Relatório |                  | Público: 20 729 Árbitro: CHI Piero Maza |

Emelec venceu por 1–0 no placar agregado.

### Chave H
| 12 de julho   | Independiente Medellín | 0 – 1     | San Lorenzo | Estádio Atanasio Girardot, Medellín |
| 19:00 (UTC−5) |                        | Relatório | Bareiro 67' | Árbitro: VEN Alexis Herrera         |

| 19 de julho   | San Lorenzo                    | 2 – 0     | Independiente Medellín | Estádio Nuevo Gasómetro, Buenos Aires |
| 21:00 (UTC−3) | Bareiro 25' (pen.), 80' (pen.) | Relatório |                        | Árbitro: BRA Anderson Daronco         |

San Lorenzo venceu por 3–0 no placar agregado.

## Oitavas de final
Equipes na coluna esquerda possuem mando de campo no primeiro jogo e em negrito as equipes classificadas.
| Chave | Equipe 1        | Total       | Equipe 2            | Ida | Volta |
| ----- | --------------- | ----------- | ------------------- | --- | ----- |
| A     | Emelec          | 1–3         | Defensa y Justicia  | 1–2 | 0–1   |
| B     | Estudiantes     | 5–0         | Goiás               | 3–0 | 2–0   |
| C     | América Mineiro | 4–4 (4–3 p) | Red Bull Bragantino | 1–1 | 3–3   |
| D     | San Lorenzo     | 1–2         | São Paulo           | 1–0 | 0–2   |
| E     | Ñublense        | 3–3 (3–4 p) | LDU Quito           | 0–1 | 3–2   |
| F     | Libertad        | 1–2         | Fortaleza           | 0–1 | 1–1   |
| G     | Corinthians     | 2–1         | Newell's Old Boys   | 2–1 | 0–0   |
| H     | Botafogo        | 2–1         | Guaraní             | 2–1 | 0–0   |

### Chave A
| 1 de agosto   | Emelec      | 1 – 2     | Defensa y Justicia          | Estádio George Capwell, Guaiaquil            |
| 19:00 (UTC−5) | Carabalí 5' | Relatório | Fernández 87' · Togni 90+1' | Público: 14 812 Árbitro: BRA Flávio de Souza |

| 8 de agosto   | Defensa y Justicia | 1 – 0     | Emelec | Estádio Ciudad de La Plata, La Plata       |
| 21:00 (UTC−3) | Barbona 62'        | Relatório |        | Público: 8 754 Árbitro: BRA Wilton Sampaio |

Defensa y Justicia venceu por 3–1 no placar agregado.

### Chave B
| 2 de agosto   | Estudiantes                        | 3 – 0     | Goiás | Estádio Jorge Luis Hirschi, La Plata |
| 19:00 (UTC−3) | Carrillo 54' · Rollheiser 63', 84' | Relatório |       | Árbitro: COL Andrés Rojas            |

| 9 de agosto   | Goiás | 0 – 2     | Estudiantes                   | Estádio Serra Dourada, Goiânia           |
| 19:00 (UTC−3) |       | Relatório | Benedetti 5' · Rollheiser 50' | Público: 34 337 Árbitro: BOL Gery Vargas |

Estudiantes venceu por 5–0 no placar agregado.

### Chave C
| 3 de agosto   | América Mineiro | 1 – 1     | Red Bull Bragantino | Estádio Independência, Belo Horizonte   |
| 21:00 (UTC−3) | Mastriani 73'   | Relatório | Éder 41' (g.c.)     | Público: 2 546 Árbitro: BOL Gery Vargas |

| 10 de agosto  | Red Bull Bragantino               | 3 – 3     | América Mineiro                             | Neo Química Arena, São Paulo |
| 21:00 (UTC−3) | Sorriso 5', 45+3' · Léo Ortiz 57' | Relatório | Mastriani 45+1', 90+10' (pen.) · Éder 45+5' | Árbitro: COL Jhon Ospina     |

|                                                                  |       | Penalidades                       |  |
| Léo Ortiz Lucas Evangelista Luan Cândido Juninho Capixaba Borbas | 3 − 4 | Mastriani Everaldo Éder Júlio Alê |  |

4–4 no placar agregado, América Mineiro venceu por 4–3 na disputa de pênaltis.

### Chave D
| 3 de agosto   | San Lorenzo | 1 – 0     | São Paulo | Estádio Nuevo Gasómetro, Buenos Aires      |
| 19:00 (UTC−3) | Bareiro 51' | Relatório |           | Público: 12 736 Árbitro: COL Wilmar Roldán |

| 10 de agosto  | São Paulo                 | 2 – 0     | San Lorenzo | Estádio do Morumbi, São Paulo                 |
| 19:00 (UTC−3) | Calleri 45' · Luciano 67' | Relatório |             | Público: 51 816 Árbitro: URU Esteban Ostojich |

São Paulo venceu por 2–1 no placar agregado.

### Chave E
| 3 de agosto   | Ñublense | 0 – 1     | LDU Quito    | Estádio Municipal, Concepción            |
| 20:00 (UTC−4) |          | Relatório | Guerrero 60' | Público: 6 524 Árbitro: PER Kevin Ortega |

| 10 de agosto  | LDU Quito                  | 2 – 3     | Ñublense                                          | Estádio Casa Blanca, Quito     |
| 19:00 (UTC−5) | Julio 26' · González 90+1' | Relatório | Rubio 35' (pen.) · Mina 60' (g.c.) · Rivera 90+3' | Árbitro: ARG Yael Falcón Pérez |

|                                      |       | Penalidades                    |  |
| Guerrero Alzugaray Quiñónez González | 4 − 3 | Cerezo Reyes Rivera Sosa Rubio |  |

3–3 no placar agregado, LDU Quito venceu por 4–3 na disputa de pênaltis.

### Chave F
| 1 de agosto   | Libertad | 0 – 1     | Fortaleza      | Estádio Defensores del Chaco, Assunção     |
| 18:00 (UTC−4) |          | Relatório | Zé Welison 20' | Público: 8 165 Árbitro: VEN Alexis Herrera |

| 8 de agosto   | Fortaleza     | 1 – 1     | Libertad     | Arena Castelão, Fortaleza                  |
| 19:00 (UTC−3) | Marinho 90+1' | Relatório | Espinoza 44' | Público: 50 542 Árbitro: ARG Facundo Tello |

Fortaleza venceu por 2–1 no placar agregado.

### Chave G
| 1 de agosto   | Corinthians                          | 2 – 1     | Newell's Old Boys | Neo Química Arena, São Paulo |
| 21:30 (UTC−3) | Yuri Alberto 57' (pen.) · Wesley 65' | Relatório | Portillo 45+4'    | Árbitro: URU Gustavo Tejera  |

| 8 de agosto   | Newell's Old Boys | 0 – 0     | Corinthians | Estádio Marcelo Bielsa, Rosário |
| 21:30 (UTC−3) |                   | Relatório |             | Árbitro: COL Andrés Rojas       |

Corinthians venceu por 2–1 no placar agregado.

### Chave H
| 2 de agosto   | Botafogo                              | 2 – 1     | Guaraní       | Estádio Nilton Santos, Rio de Janeiro       |
| 19:00 (UTC−3) | Hugo 65' · Tiquinho Soares 90' (pen.) | Relatório | R. Benítez 3' | Público: 23 916 Árbitro: URU Andrés Matonte |

| 9 de agosto   | Guaraní | 0 – 0     | Botafogo | Estádio Defensores del Chaco, Assunção      |
| 18:00 (UTC−4) |         | Relatório |          | Público: 4 273 Árbitro: CHI Felipe González |

Botafogo venceu por 2–1 no placar agregado.

## Quartas de final
Equipes na coluna esquerda possuem mando de campo no primeiro jogo e em negrito as equipes classificadas.
| Chave | Equipe 1        | Total       | Equipe 2           | Ida | Volta |
| ----- | --------------- | ----------- | ------------------ | --- | ----- |
| S1    | Botafogo        | 2–3         | Defensa y Justicia | 1–1 | 1–2   |
| S2    | Corinthians     | 1–1 (3–2 p) | Estudiantes        | 1–0 | 0–1   |
| S3    | América Mineiro | 2–5         | Fortaleza          | 1–3 | 1–2   |
| S4    | LDU Quito       | 2–2 (5–4 p) | São Paulo          | 2–1 | 0–1   |

### Chave S1
| 23 de agosto  | Botafogo    | 1 – 1     | Defensa y Justicia | Estádio Nilton Santos, Rio de Janeiro    |
| 19:00 (UTC−3) | Gabriel 56' | Relatório | Tripichio 78'      | Público: 25 255 Árbitro: BOL Gery Vargas |

| 30 de agosto  | Defensa y Justicia | 2 – 1     | Botafogo             | Estádio Florencio Sola, Banfield         |
| 19:00 (UTC−3) | Fernández 15', 72' | Relatório | Bologna 45+3' (g.c.) | Público: 16 648 Árbitro: COL Jhon Ospina |

Defensa y Justicia venceu por 3–2 no placar agregado.

### Chave S2
| 22 de agosto  | Corinthians | 1 – 0     | Estudiantes | Neo Química Arena, São Paulo                  |
| 21:30 (UTC−3) | Gil 17'     | Relatório |             | Público: 35 572 Árbitro: VEN Jesús Valenzuela |

| 29 de agosto  | Estudiantes | 1 – 0     | Corinthians | Estádio Jorge Luis Hirschi, La Plata       |
| 21:30 (UTC−3) | Méndez 1'   | Relatório |             | Público: 23 082 Árbitro: COL Wilmar Roldán |

|                                        |       | Penalidades                      |  |
| Sosa Rollheiser Lollo Méndez Ascacíbar | 2 − 3 | Fábio Santos Giuliano Vera Rojas |  |

1–1 no placar agregado, Corinthians venceu por 3–2 na disputa de pênaltis.

### Chave S3
| 24 de agosto  | América Mineiro | 1 – 3     | Fortaleza                           | Estádio Independência, Belo Horizonte     |
| 19:00 (UTC−3) | Mastriani 69'   | Relatório | Guilherme 15', 41' · Pochettino 21' | Público: 3 301 Árbitro: COL Wilmar Roldán |

| 31 de agosto  | Fortaleza                   | 2 – 1     | América Mineiro | Arena Castelão, Fortaleza                    |
| 19:00 (UTC−3) | Guilherme 22' · Marinho 66' | Relatório | Breno 89'       | Público: 56 916 Árbitro: CHI Felipe González |

Fortaleza venceu por 5–2 no placar agregado.

### Chave S4
| 24 de agosto  | LDU Quito             | 2 – 1     | São Paulo       | Estádio Casa Blanca, Quito               |
| 17:00 (UTC−5) | Julio 2' · Ibarra 25' | Relatório | Lucas Moura 80' | Público: 30 648 Árbitro: COL Jhon Ospina |

| 31 de agosto  | São Paulo    | 1 – 0     | LDU Quito | Estádio do Morumbi, São Paulo               |
| 19:00 (UTC−3) | Arboleda 77' | Relatório |           | Público: 52 658 Árbitro: VEN Alexis Herrera |

|                                                             |       | Penalidades                                |  |
| Calleri Rodríguez Lucas Moura Lucas Beraldo Wellington Rato | 4 − 5 | Guerrero Alzugaray Martínez Quiñónez Julio |  |

2–2 no placar agregado, LDU Quito venceu por 5–4 na disputa de pênaltis.

## Semifinais
| Chave | Equipe 1    | Total | Equipe 2           | Ida | Volta |
| ----- | ----------- | ----- | ------------------ | --- | ----- |
| F1    | LDU Quito   | 3–0   | Defensa y Justicia | 3–0 | 0–0   |
| F2    | Corinthians | 1–3   | Fortaleza          | 1–1 | 0–2   |

### Chave F1
| 27 de setembro | LDU Quito                     | 3 – 0     | Defensa y Justicia | Estádio Casa Blanca, Quito |
| 17:00 (UTC−5)  | Guerrero 17', 42' · Piovi 88' | Relatório |                    | Árbitro: BRA Raphael Claus |

| 4 de outubro  | Defensa y Justicia | 0 – 0     | LDU Quito | Estádio La Fortaleza, Lanús |
| 19:00 (UTC−3) |                    | Relatório |           | Árbitro: CHI Piero Maza     |

LDU Quito venceu por 3–0 no placar agregado.

### Chave F2
| 26 de setembro | Corinthians      | 1 – 1     | Fortaleza      | Neo Química Arena, São Paulo                  |
| 21:30 (UTC−3)  | Yuri Alberto 40' | Relatório | Zé Welison 22' | Público: 42 196 Árbitro: URU Esteban Ostojich |

| 3 de outubro  | Fortaleza                    | 2 – 0     | Corinthians | Arena Castelão, Fortaleza                 |
| 21:30 (UTC−3) | Yago Pikachu 49' · Tinga 55' | Relatório |             | Público: 60 151 Árbitro: COL Andrés Rojas |

Fortaleza venceu por 3–1 no placar agregado.

## Final
| 28 de outubro | Fortaleza  | 1 – 1 (pro) | LDU Quito     | Estádio Domingo Burgueño, Maldonado |
| 17:00 (UTC−3) | Lucero 48' | Relatório   | Alzugaray 56' | Árbitro: VEN Jesús Valenzuela       |

|                                                                |       | Penalidades                                      |  |
| Thiago Galhardo Yago Pikachu Romero Tinga Pedro Augusto Brítez | 3 − 4 | Guerrero Alzugaray Martínez Julio Alvarado Piovi |  |